# شركة النهدي الطبية
شركة النهدي الطبية (بالإنجليزية: Nahdi Medical company)‏ هي شركة مساهمة سعودية، تأسست عام 1986م ومقرها في مدينة جدة. في منتصف عام 2021م، كان لدى الشركة 1,152 صيدلية.

## نبذة
شركة النهدي الطبية ذات السجل التجاري رقم (4030053868) وتاريخ 11/10/1406هـ الموافق 18/06/1986م، والقرار الوزاري رقم 582 الصادر من مدينة جدة في المملكة العربية السعودية 29/02/1443هـ الموافق 06/10/2021م. يبلغ رأس مال الشركة الحالي مليار وثلاثمائة مليون (1,300,000,000) ريال سعودي، مقسم إلى مئة وثلاثين مليون (130,000,000) سهم عادي بقيمة اسمية مدفوعة بالكامل قدرها عشر (10) ريالات سعودية لكل سهم.تم إدراج أسهم الشركة في السوق المالية السعودية (تداول) في 22 مارس عام 2022م.

## التاريخ
تأسست شركة النهدي الطبية كمؤسسة فردية في عام 1986م من قبل عبد الله عامر بن منيف النهدي بتاريخ 11-10-1406هـ الموافق18-06-1986م. في 03-04-1424هـ الموافق30-06-2003م، تم تحويل «مؤسسة عبد الله عامر بن منيف النهدي» من مؤسسة فردية إلى شركة ذات مسؤولية محدودة باسم «شركة عبد الله عامر بن منيف النهدي وشركاه للصيدليات والمعدات الطبية» وبمشاركة «شركة توجيه الخدمات والاستثمارات التجارية» برأس مال قدره خمسين مليون (50,000,000) ريال سعودي مقسم إلى خمسين ألف (50,000)حصة عينية متساوية القيمة مدفوعة بالكامل قيمة كل حصة ألف (1,000) ريال سعودي. وفي تاريخ 02/06/1425هـ)الموافق 19/07/2004م (، تم تغيير اسم الشركة إلى شركة النهدي الطبية. وفي تاريخ 20/04/1429هـ)الموافق 27/04/2008م (، قام عبد الله عامر بن منيف النهدي بنقل كامل حصصه البالغة خمسة وعشرون ألف (25,000)حصة إلى شركة النهدي القابضة المحدودة. وبتاريخ 29/07/1439هـ)الموافق 15/04/2018م (، قام يوسف معيوض الحارثي المرخص كصيدلي، بالدخول بالشركة كشريك بالعمل. وفي تاريخ 19/04/1441هـ)الموافق 16/12/2019م (، قامت شركة توجيه الخدمات والاستثمارات التجارية ببيع كامل حصصها البالغة خمسة وعشرون ألف (25,000) حصة إلى الشركة السعودية للاقتصاد والتنمية القابضة)سدكو (. وفي تاريخ 20/12/1441هـ)الموافق 10/08/2020م (، قامت الشركة بزيادة رأس مالها من خمسين مليون (50,000,000) ريال سعودي إلى مليار (1,000,000,000) ريال سعودي، مقسم إلى مليون (1,000,000) حصة نقدية متساوية القيمة مدفوعة بالكامل قيمة كل حصة ألف (1,000) ريال سعودي، وذلك من خلال رسملة مبلغ تسعمائة وخمسون مليون (950,000,000) ريال سعودي من حساب أرباح الشركة المبقاة. في 05/02/1443هـ)الموافق 12/09/2021م، قامت الشركة بزيادة رأس مالها من مليار (1,000,000,000) ريال سعودي إلى مليار وثلاثمائة مليون (1,300,000,000) ريال سعودي، مقسم إلى مليون وثلاثمائة ألف (1,300,000) حصة نقدية متساوية القيمة مدفوعة بالكامل قيمة كل حصة ألف (1,000) ريال سعودي، وذلك من خلال رسملة مبلغ ثلاثمائة مليون (300,000,000) ريال سعودي من حساب أرباح الشركة المبقاة. وبتاريخ 27/02/1443هـ الموافق 04/10/2021م، تم تحويل الشركة من شركة ذات مسؤولية محدودة إلى شركة مساهمة مقفلة برأس مال قدره مليار وثلاثمائة مليون (1,300,000,000) ريال سعودي، مقسم إلى مئة وثلاثين مليون (130,000,000) سهم عادي بقيمة اسمية مدفوعة بالكامل قدرها عشر (10) ريالات سعودية لكل سهم.

## وصلات خارجية
- الموقع الرسمي